# Чінголо білогорлий
Чі́нголо білогорлий (Peucaea humeralis) — вид горобцеподібних птахів родини Passerellidae. Ендемік Мексики.

## Опис
Довжина птаха становить 15 см. Голова темно-сіра, над очима білі смуги, від дзьоба відходять білі смуги, що нагадують вуса. Горло біле. Верхня частина груей чорна, нижня частина грудей біла, живіт охристий. Верхня частина тіла коричнювато-сіра, на спині рудувато-коричнева пляма. Виду не притаманний статевий диморфізм.

## Поширення і екологія
Білогорлі чінголо є ендеміками Мексики. Вони поширенні на південному заході країни, від Халіско через Мехіко, Морелос, Герреро і Пуебла до Оахаки, іноді трапляються в штаті Коліма. Живуть в густій чагарниковій рослинності на висоті до 1500 м над рівнем моря. Харчуються комахами, насінням і ягодами. В кладці 2-5 яєць.